# خزنده‌سوسمار

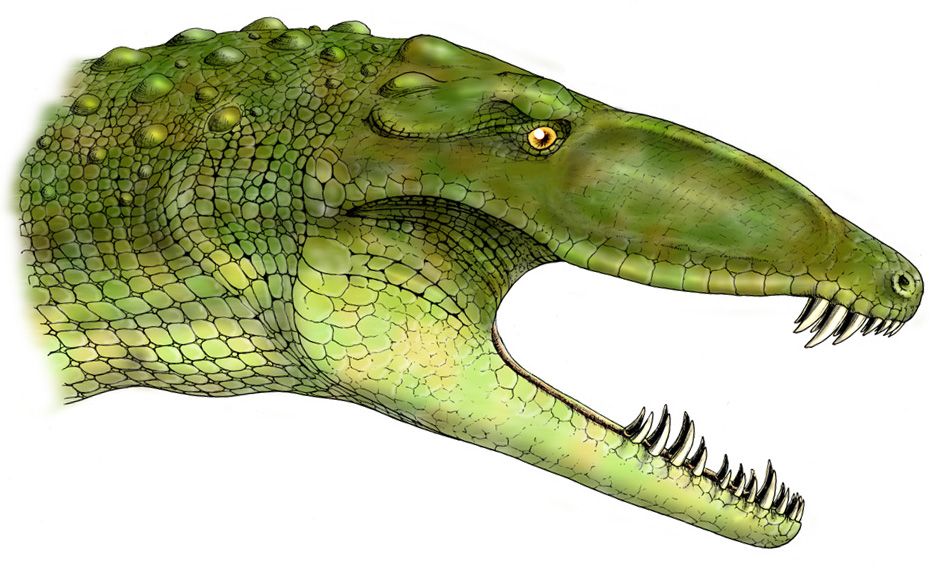
نگاره‌ا‌ی از آرکوسورومورف یک خزنده‌سوسمار

خزنده‌سوسمار (نام علمی: Erpetosuchus) نام یک سرده از رده خزندگان است.